# Andirrio
Andirrio (griechisch Αντίρριο (n. sg.), veraltet Ἀντίρριον Antirrhion) ist ein Gemeindebezirk (Δημοτική Ενότητα Αντιρρίου Dimotikí Enótita Andirríou) der Gemeinde Nafpaktia in  der Region Westgriechenland. Der gleichnamige Hafenort liegt auf einer Landzunge, die die Grenze zwischen dem Golf von Patras im Westen und dem Golf von Korinth im Osten markiert. Der Ortsname bezieht sich auf das gleichnamige Kap und bedeutet „gegenüber von Rio“. Seit 2004 verbindet die Rio-Andirrio-Brücke das westgriechische Festland mit der Peloponnes. Andirrio liegt nun an der Autobahn 5/E55 mit einer Verbindung zur GR-48/E65 (Amfissa – Andirrio).  Andirrio liegt ca. 10 km ostnordöstlich von Patras, ca. 209 km westlich von Athen und nordwestlich von Egio, westsüdwestlich von Amfissa, südwestlich von Nafpaktos, östlich von Mesolongi und südöstlich von Agrinio.

## Geographie

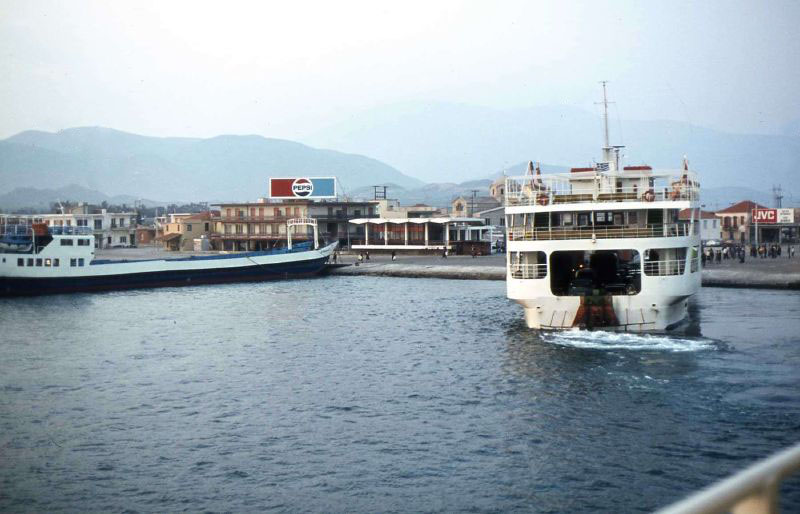
Hafen von Andirrio (1981)

Vor Ort gibt es eine Grundschule, ein Gymnasium, Kirche, Postfiliale und einen Strand. Die Bebauung zieht sich entlang der Küste und der Hauptstraße entlang. Die Umgebung besteht vorwiegend aus landwirtschaftlichen Flächen sowie Wald im Nordwesten. Seit 1960 gab es eine Fährverbindung zwischen der Peloponnes und dem Festland. Seit der Eröffnung der Rio-Andirrio-Brücke wird dieser Service nur noch selten beansprucht, vor allem von Fahrzeugen, die auf der Brücke nicht zugelassen sind. Nordwestlich der Stadt erstreckt sich der pyramidenförmige Paliovouna. Sein Gipfel steigt bis auf 1038 m an.

### Gliederung
Seit der Verwaltungsreform 2010 bildet Andirrio einen Gemeindebezirk der Gemeinde Nafpaktia, der sich folgendermaßen gliedert: 
| Dimotiki Kinotita       | griechischer Name             | Code     | Fläche (km²) | Einwohner 2001 | Einwohner 2011 | Einwohner 2021 | Dörfer und Siedlungen                           |
| ----------------------- | ----------------------------- | -------- | ------------ | -------------- | -------------- | -------------- | ----------------------------------------------- |
| Andirrio                | Δημοτική Κοινότητα Αντιρρίου  | 38060201 | 07,012       | 1108           | 1076           | 1087           | Andirrio, Karaoulia, Myrtia, Spartorachi        |
| Makynia                 | Δημοτική Κοινότητα Μακυνείας  | 38060202 | 30,582       | 0533           | 0563           | 0548           | Makynia, Agios Polykarpos, Agrapidokambos, Riza |
| Molykrio                | Δημοτική Κοινότητα Μολυκρείου | 38060203 | 13,275       | 0734           | 0959           | 0968           | Molykrio, Ano Platanitis, Platanitis, Frangeika |
| Gemeindebezirk Andirrio | Gemeindebezirk Andirrio       | 380602   | 50,869       | 2375           | 2598           | 2603           |                                                 |

## Geschichte
Die antike Bezeichnung (Ῥίον τὸ Μολυκρικόν) belegt, dass das Kap zum Territorium der etwa vier Kilometer landeinwärts gelegenen Stadt Molykreion (Μολύκρειον) auch Molykria (Μολύκρεια/Μολυκρία) gehörte. Unter türkischer Herrschaft wurde die Stelle aufgrund der Meerenge als „Kleine Dardanellen“ ( Mikrá Dardanélia) bezeichnet.
Die Stadt besaß aufgrund ihrer Lage strategische Wichtigkeit. Daher gibt es heute noch einen Leuchtturm (von 1880) mit 9,5 m Höhe und die Festung. Diese wurde nach der Zerstörung von Nafpaktos (29. August 1499) von Bayezid II. erbaut. 1532 wurde sie von Andrea Doria, dem Anführer der vereinten christlichen Truppen geschleift. 1669 wurde sie von Francesco Morosini erneuert, aber nach dem Friede von Karlowitz wieder zerstört und von den Türken noch einmal aufgebaut.